# Psittacanthus cordiae
Psittacanthus cordiae är en tvåhjärtbladig växtart som beskrevs av Kurt Krause. Psittacanthus cordiae ingår i släktet Psittacanthus och familjen Loranthaceae. Inga underarter finns listade i Catalogue of Life.